# ベッカー郡 (ミネソタ州)
ベッカー郡（英: Becker County）は、アメリカ合衆国ミネソタ州の西部に位置する郡である。2010年国勢調査での人口は32,504人であり、2000年の30,000人から8.3％増加した。郡庁所在地はデトロイトレイクス市（人口8,569人）であり、同郡で人口最大の都市でもある。ホワイトアース・インディアン居留地の一部が郡域に入っている。

## 歴史
ベッカー郡は1858年3月18日に設立された。郡名はジョージ・ルーミス・ベッカー（1829年-1904年）に因んで名付けられた。ベッカーはミネソタ州が州に昇格したときにアメリカ合衆国下院議員に選出された3人のうちの1人だったが、ミネソタ州は2人しか送り出すことができなかったので、ベッカーが留まることになり、1つの郡にその名前を付けることが約束された。
デトロイトレイクスは1871年にジョージ・ジョンストン大佐によって設立され、ノーザン・パシフィック鉄道が建設されたことで急速に発展した。1877年、住民投票で当時デトロイトと呼ばれていた市が郡庁所在地に選ばれた。このときデトロイトが獲得した票は90％に及んでいた。この選挙にはフラジー、レイクパーク、オーデュボンの町も立候補していた。
1884年、デトロイトレイクスにはホテル・ミネソタ、レイクス・ホテル、1軒の銀行、1軒の新聞社、および1軒のオペラハウスなど多くの事業があった。この都市に初代郡庁舎も建設された。1885年、最初の消防署が建設された。1903年、ミネアポリス・セント・ポール・アンド・スー・セント・マリー鉄道（スー・ライン）が郡を通る路線を建設した。1907年にはA・H・ウィルコックスが著した『ベッカーの歴史』が出版された。
| 年     | 民主党      | 共和党      |
| ------ | ----------- | ----------- |
| 2008年 | 45.31% 7687 | 52.17% 8851 |
| 2004年 | 40.21% 6756 | 58.30% 9795 |
| 2000年 | 36.65% 5253 | 56.88% 8152 |

## 地理
アメリカ合衆国国勢調査局に拠れば、郡域全面積は1,445.11平方マイル (3,742.8 km2)であり、このうち陸地1,310.42平方マイル (3,394.0 km2)、水域は134.69平方マイル (348.8 km2)で水域率は9.32％である。

### 主要高規格道路
| - アメリカ国道10号線 - アメリカ国道59号線 - ミネソタ州道34号線 - ミネソタ州道87号線 | - ミネソタ州道113号線 - ミネソタ州道224号線 - ミネソタ州道225号線 |

## 地形
ベッカー郡の地形は多様である。湖は数百もあり、広く肥沃な農地と森林地域がある。土地の多くは丘陵と落葉樹林である。

### 隣接する郡
- マノウメン郡 - 北
- クリアウォーター郡 - 北東
- ハバード郡 - 北東
- ワデナ郡 - 南東
- オッターテイル郡 - 南
- クレイ郡 - 西
- ノーマン郡 - 北西

### 保護地域
- ハムデンスロー国立野生生物保護区
- タマラック国立野生生物保護区

## 人口動態

2000人口ピラミッド

以下は2000年国勢調査による人口統計データである。
| 基礎データ - 人口: 30,000人 - 世帯数: 11,844 世帯 - 家族数: 8,184 家族 - 人口密度: 9人/km2（23人/mi2） - 住居数: 16,612軒 - 住居密度: 5軒/km2（13軒/mi2） 人種別人口構成 - 白人: 89.35% - アフリカン・アメリカン: 0.19% - ネイティブ・アメリカン: 7.52% - アジア人: 0.36% - 太平洋諸島系: 0.01% - その他の人種: 0.24% - 混血: 2.32% - ヒスパニック・ラテン系: 0.77% 先祖による構成 - ドイツ系：32.2％ - ノルウェー系：26.0％ - スウェーデン系：5.2％ 年齢別人口構成 - 18歳未満: 26.6% - 18-24歳: 7.1% - 25-44歳: 24.9% - 45-64歳: 24.9% - 65歳以上: 16.4% - 年齢の中央値: 39歳 - 性比（女性100人あたり男性の人口） - 総人口: 99.4 - 18歳以上: 97.8 | 世帯と家族（対世帯数） - 18歳未満の子供がいる: 31.3% - 結婚・同居している夫婦: 57.1% - 未婚・離婚・死別女性が世帯主: 7.9% - 非家族世帯: 30.9% - 単身世帯: 26.9% - 65歳以上の老人1人暮らし: 12.6% - 平均構成人数 - 世帯: 2.49人 - 家族: 3.02人 収入と家計 - 収入の中央値 - 世帯: 34,797米ドル - 家族: 41,807米ドル - 性別 - 男性: 29,641米ドル - 女性: 20,693米ドル - 人口1人あたり収入: 17,085米ドル - 貧困線以下 - 対人口: 12.2% - 対家族数: 8.5% - 18歳未満: 16.4% - 65歳以上: 11.8% |

## 大衆文化の中で
2006年の映画『スウィートランド』の舞台はベッカー郡に設定された。ただし撮影はチッペワ郡で行われた。

## 都市と郡区

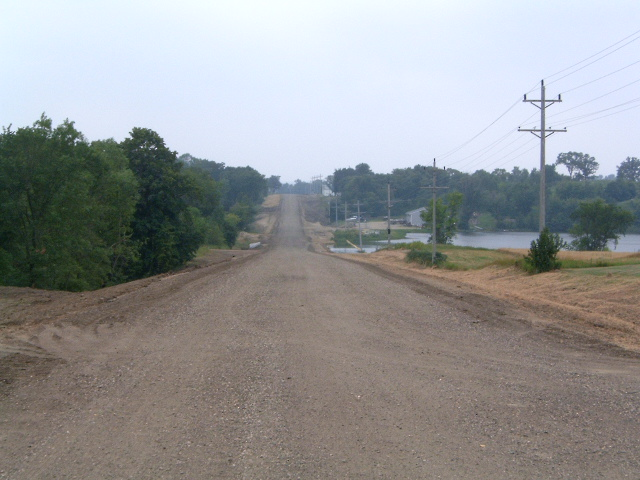
夏のベッカー郡の道

| 都市 | 郡区 | 郡区 | 国勢調査指定地域                                   | 未編入の町                                   |
| --- | --- | --- | -------------------------------------------------- | -------------------------------------------- |
| - オーデュボン - キャラウェイ - デトロイトレイクス - 郡庁所在地 - フラジー - レイクパーク - オジェマ - ウルフレイク | - アトランタ - オーデュボン - バーリントン - キャラウェイ - カーソンビル - コーモラント - キューバ - デトロイト - イーグルビュー - エリー - エバーグリーン - フォレスト - グリーンバレー - ハムデン - ハイトオブランド - ホームズビル - レイクユーニス - レイクパーク - レイクビュー | - メイプルグローブ - オーセージ - パインポイント - ライスビル - リッチウッド - ラウンドレイク - ルネバーグ - サバンナ - シェルレイク - シルバーリーフ - スプリングクリーク - スプルースグローブ - シュガーブッシュ - トードレイク - ツーインレッツ - ウォルワース - ホワイトアース - ウルフレイク | - エルボーレイク - パインポイント - ホワイトアース | - オークレイク - ポンズフォード - スネルマン |

## 気候と気象
近年、デトロイトレイクス市の平均気温は1月に最低の-2°F (-19 ℃)、7月に最高の82°F (28 ℃) を記録したが、過去最低は1936年2月の-46°F (-43 ℃)、過去最高は1936年7月の107°F (42 ℃) である。月間平均降水量は2月の0.53インチ (13 mm) から6月の4.44インチ (113 mm) まで変化する。